# جوسيب إسكولا
جوسيب اسكولا سيغاليس (بالكتلانية : Josep Escolà Segalés)، وينادى أيضًا بـ خوزيه اسكولا (1914—1998)، كان لاعب كرة قدم أسباني-كتلاني يلعب كمهاجم وقد قدى معظم مهنته في الكرة في نادي برشلونة. لعب اسكولا أيضًا لصالح منتخب إسبانيا الوطني وكذلك للمنتخب الكتلاني. بعد اعتزاله كرة القدم سنة 1948، درب نادي بادالونا، نادي ساباديل، نادي كاستيلون، ونادي ليفانتي.

## ألقابه

### كلاعب
مع نادي برشلونة
- الدوري الإسباني لا ليغا : مرتين
- كأس إسبانيا : مرة واحدة
- دوري الأبيض المتوسط : مرة واحدة
- بطولة كتلونيا : مرة واحدة
- كأس السوبر الإسباني : مرة واحدة
- بطولة نيو يورك : مرة واحدة

### كمدرب
مع نادي ليفانتي
- دوري الدرجة الرابعة في إسبانيا : مرة واحدة

## مهنته الدولية
لقد ظهر اسكولا مع منتخب إسبانيا مرتين فقط رغم تألقه في نادي برشلونة، ففي الفترة التي لعب فيها اسكولا كرة القدم، كانت هناك حرب أهلية في إسبانيا. في هاتين المرتين سجل اسكولا هدفًا واحد.
ظهر اسكولا عشر مرات في المنتخب الكتلاني الوطني لكرة القدم واستطاع تسجيل هدفين.

## روابط خارجية
- جوسيب إسكولا على موقع ناشيونال فوتبول تيمز (الإنجليزية)
- جوسيب إسكولا على موقع عالم كرة القدم.نت (الإنجليزية)